# Tipula (Vestiplex) grahami
Tipula (Vestiplex) grahami is een tweevleugelige uit de familie langpootmuggen (Tipulidae). De soort komt voor in het Palearctisch gebied.